# Symbion americanus
Symbion americanus là một loài động vật nguyên sinh thuộc họ Symbiidae.
Nó có nguồn gốc từ Bắc Mỹ.